# Марія Мутола
Марія Мутола  (порт. Maria Mutola, 27 жовтня 1972) — мозамбіцька легкоатлетка, олімпійська чемпіонка.

## Виступи на Олімпіадах
| Олімпіада      | Дисципліна         | Місце     |
| -------------- | ------------------ | --------- |
| Сеул 1988      | Біг на 800 метрів  | 7 h2 r1/3 |
| Барселона 1992 | Біг на 800 метрів  | 5         |
| Барселона 1992 | Біг на 1500 метрів | 9         |
| Атланта 1996   | Біг на 800 метрів  | 3         |
| Сідней 2000    | Біг на 800 метрів  | 1         |
| Афіни 2004     | Біг на 800 метрів  | 4         |
| Пекін 2008     | Біг на 800 метрів  | 5         |